# Петровский сельский округ (Акмолинская область)
Петро́вский се́льский окру́г (каз. Петров ауылдық округі) — административная единица в составе Шортандинского района Акмолинской области Республики Казахстан.
Административный центр — село Петровка.

## География
Административно-территориальное образование расположено в западной части Шортандинского района. В состав сельского округа входит 3 населённых пункта.
Граничит с землями административных единиц: 
- Новокубанский сельский округ — на севере и востоке,
- Целиноградский район — на юге,
- Андреевский сельский округ — на западе.

Территория сельского округа расположена на северных окраинах казахского мелкосопочника. Рельеф местности в основном представляет из себя равнину с малыми возвышенностями. Перепад высот незначительны; средняя высота округа — около 310 метров над уровнем моря.
Гидрографическая сеть представлена рекой Колутон — протекающая с востока на запад. Имеются озёра, крупные из них — Талдысай и другие.
Климат холодно-умеренный, с хорошей влажностью. Среднегодовая температура воздуха отрицательная и составляет около -3,9°С. Среднемесячная температура воздуха в июле достигает +20,0°С. Среднемесячная температура января составляет около -14,6°С. Среднегодовое количество осадков составляет около 425 мм. Основная часть осадков выпадает в период с июня по август.
Через территорию сельского округа с востока на запад проходит около 15 километров автодороги  областного значения — КС-4 «Жолымбет — Шортанды — Пригородное».
Южнее проходит Южно-Сибирская железнодорожная магистраль. Имеется станция.

## История
В 1989 году существовал как — Петровский сельсовет (сёла Петровка, Белое Озеро, Новокавказское, станция Караадыр). 
В периоде 1991—1998 годов, Петровский сельсовет был преобразован в сельский округ.
В 2009 году село Новокавказское было упразднено.

## Население
| Численность населения | Численность населения | Численность населения |
| 1989                  | 1999                  | 2009                  |
| --------------------- | --------------------- | --------------------- |
| 2249                  | ↘2164                 | ↘1721                 |

## Состав
| № | Населённый пункт | Тип населённого пункта       | Население, 1989 | Население, 1999 | Население, 2009 |
| - | ---------------- | ---------------------------- | --------------- | --------------- | --------------- |
| 1 | Белое Озеро      | село                         | 209             | 186             | 160             |
| 2 | Караадыр         | станция                      | 446             | 479             | 363             |
| 3 | Новокавказское   | село, упразднено             | 89              | 79              | 30              |
| 4 | Петровка         | село, административный центр | 1 505           | 1 420           | 1 168           |

## Местное самоуправление
Аппарат акима Петровского сельского округа — село Петровка, улица Жамбыла, 23А.
- Аким сельского округа — Ахметов Талгат Нуржанович.